# Psalidister quadriglumis
Psalidister quadriglumis är en skalbaggsart som beskrevs av August Reichensperger 1924. Psalidister quadriglumis ingår i släktet Psalidister och familjen stumpbaggar. Inga underarter finns listade i Catalogue of Life.